# Bibi Andersson
Berit Elisabeth Andersson, conhecida como Bibi Andersson (Estocolmo, 11 de novembro de 1935 – Estocolmo, 14 de abril de 2019) foi uma atriz sueca.

## Biografia
Bibi Andersson estudou atuação no Terserus Drama School e no Royal Dramatic Theatre School, em Estocolmo. Depois de terminar os estudos, fez parte da Royal Dramatic Theatre em Estocolmo, permanecendo como membro da companhia durante dez anos.
Sua primeira colaboração com Ingmar Bergman foi em 1951, quando participou da sua produção de anúncio do detergente Bris. No fim dos anos 1950 estrelou em três filmes de Bergman: O sétimo selo, Morangos silvestres e Nära livet — que lhe valeu o prêmio de melhor atriz no Festival de Cannes.
O intenso papel de Bibi como a enfermeira Alma no filme Persona de 1966 conduziu a um aumento no número de papéis oferecidos, e nesse mesmo ano atuou com James Garner e Sidney Poitier no violento faroeste Duel at Diablo. Mais colaborações com Bergman se seguiram, bem como com John Huston (Carta ao Kremlin, 1970) e Robert Altman (Quintet, (1979).
Estreou no teatro estadunidense em 1973, na produção de Full Circle, de Erich Maria Remarque. Em 1990, trabalhou como diretora em Estocolmo. No fim dos anos 1980 e início dos anos 1990, Andersson trabalhou principalmente na televisão e em cinema, novamente com Bergman, entre outros. Também foi supervisora do projeto humanitário Estrada para Saravejo.

## Vida pessoal
Bibi casou-se com o diretor Kjell Grede, divorciando-se em 1960, e depois com o político e escritor Per Ahlmark, divorciando-se novamente em 1978. Desde o dia 29 de maio de 2004, Andersson esteve casada com Gabriel Mora Baeza.
Em 1996, publicou sua autobiografia Ett ögonblick ("Um Momento", em tradução literal).
Internada em hospital de Estocolmo desde 2009 quando sofreu um AVC, faleceu em 14 de abril de 2019 aos 83 anos de idade.

## Filmografia selecionada
- 1955 – Sommarnattens leende
- 1956 – Sista paret ut
- 1957 – Smultronstället
- 1957 – Det sjunde inseglet
- 1958 – Ansiktet
- 1958 – Nära livet
- 1960 – Djavulens oga
- 1961 – Lustgården
- 1962 – Älskarinnan
- 1964 – For att inte tala om alla dessa kvinnor
- 1966 – Duel at Diablo
- 1966 – Persona
- 1969 – En passion
- 1970 – The Kremlin Letter
- 1971 – Beröringen
- 1973 – Scener ur ett äktenskap
- 1979 – Quintet
- 1979 – The Concorde ... Airport '79
- 1986 – Matador
- 1987 – I Never Promised You a Rose Garden
- 2007 – Arn – The Knight Templar'